# شملان (مسلسل)
شملان، مسلسل كويتي إنتاج 2005.

## بطولة
- جاسم النبهان.
- عبير الجندي.
- خالد البريكي.
- أمل عبد الكريم.
- هبة الدري.
- أسامة المزيعل.
- إسماعيل الراشد.
- نادية العاصي.
- هاشم مرزوق.
- خالد المفيدي.
- عبد الناصر الزاير.
- عمر اليعقوب.
- روان محمد.